# Perfil alar de la NACA

Geometria del perfil – 1: Línia de sustentació zero; 2: Avantguarda; 3: Cercle nasal; 4: Màx. gruix; 5: Camber; 6: Superfície superior; 7: Vora posterior; 8: Línia mitjana de Camber; 9: Superfície inferior

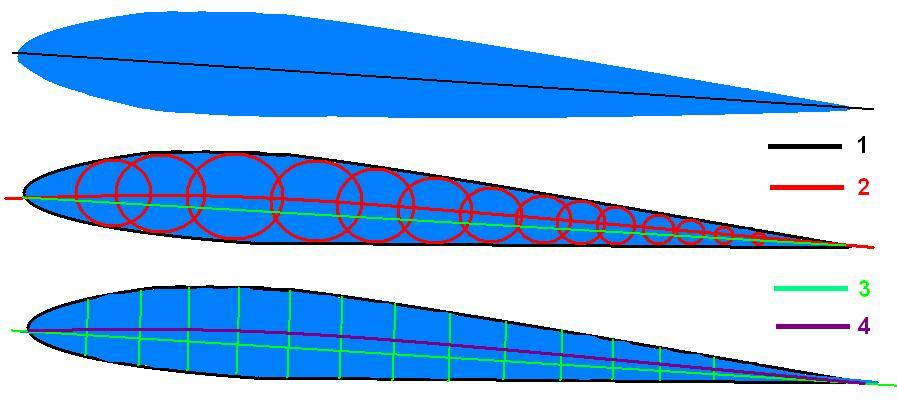
Línies de perfil – 1: Acord, 2: Camber, 3: Durada, 4: Línia mitjana

La sèrie de perfils aerodinàmics de la NACA és un conjunt de formes de perfils aerodinàmics estandarditzades desenvolupades per aquesta agència, que es van utilitzar àmpliament en el disseny d'ales d'avions.

A: blau línia = acord, verd línia = cambra línia mitjana, B: radi del vora d'atac, C: coordenades xy per a la geometria del perfil (corda = eix x ; línia de l'eix y en aquesta vora d'atac)

## Orígens
La NACA va desenvolupar inicialment el sistema de perfil aerodinàmic numerat, que va ser refinat encara més per la Força Aèria dels Estats Units al Centre de Recerca de Langley. Segons el lloc web de la NASA:
Durant finals de la dècada de 1920 i fins a la de 1930, la NACA va desenvolupar una sèrie de perfils aerodinàmics provats exhaustivament i va idear una designació numèrica per a cada perfil aerodinàmic: un número de quatre dígits que representava les propietats geomètriques crítiques de la secció del perfil aerodinàmic. El 1929, Langley havia desenvolupat aquest sistema fins al punt que el sistema de numeració es complementava amb una secció transversal del perfil aerodinàmic, i el catàleg complet de 78 perfils aerodinàmics va aparèixer a l'informe anual de la NACA de 1933. Els enginyers podien veure ràpidament les peculiaritats de cada forma de perfil aerodinàmic, i el designador numèric ("NACA 2415", per exemple) especificava les línies de cambra, el gruix màxim i les característiques especials del morro. Aquestes figures i formes transmetien el tipus d'informació als enginyers que els permetia seleccionar perfils aerodinàmics específics per a les característiques de rendiment desitjades d'avions específics.

## Sèrie de quatre dígits
Les seccions de l'ala de quatre dígits de la NACA defineixen el perfil mitjançant:
1. El primer dígit descriu la curvatura màxima com a percentatge de la corda.
2. Segon dígit que descriu la distància de la màxima inclinació des del vora d'atac del perfil aerodinàmic en dècimes de la corda.
3. Els dos últims dígits descriuen el gruix màxim del perfil aerodinàmic com a percentatge de la corda.

Per exemple, el perfil alar NACA 2412 té una inclinació màxima del 2% situada al 40% (0,4 cordes) del vora d'atac amb un gruix màxim del 12% de la corda.
El perfil alar NACA 0015 és simètric, i el 00 indica que no té camber. El 15 indica que el perfil alar té una relació gruix/longitud de la corda del 15%: és un 15% tan gruixut com llarg.
El gruix màxim de la sèrie de quatre dígits sempre es troba al 30% de la corda.

### Equació per a un perfil alar NACA simètric de 4 dígits
La fórmula per a la forma d'una làmina NACA 00xx, on "xx" es substitueix pel percentatge de gruix respecte a la corda, és

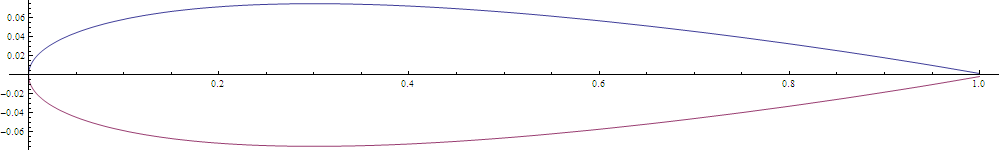
Gràfic d'una làmina NACA 0015 generada a partir de la fórmula

{\displaystyle y_{t}=5t\left[0.2969{\sqrt {x}}-0.1260x-0.3516x^{2}+0.2843x^{3}-0.1015x^{4}\right],}
x és la posició al llarg de la corda de 0 a 1.00 (de 0 a 100%),
{\displaystyle y_{t}} és el mig gruix a un valor donat de x (línia central a la superfície),
t és el gruix màxim com a fracció de la corda (de manera que t dóna els dos últims dígits de la denominació de 4 dígits de la NACA dividits per 100).
En aquesta equació, a x = 1 (la vora posterior del perfil alar), el gruix no és del tot zero. Si es requereix una vora posterior de gruix zero, per exemple per a treballs computacionals, s'ha de modificar un dels coeficients de manera que la suma sigui zero. La modificació de l'últim coeficient (és a dir, a −0,1036) resulta en el canvi més petit a la forma general del perfil aerodinàmic. La vora d'atac s'aproxima a un cilindre amb un radi normalitzat per corda de
{\displaystyle r=1.1019t^{2}.}
Ara les coordenades {\displaystyle (x_{U},y_{U})} de la superfície superior del perfil aerodinàmic i {\displaystyle (x_{L},y_{L})} de la superfície inferior del perfil aerodinàmic són
{\displaystyle x_{U}=x_{L}=x,\quad y_{U}=+y_{t},\quad y_{L}=-y_{t}.}
Els perfils alars simètrics de 4 dígits per defecte tenen un gruix màxim al 30% de la corda des del vora d'atac.

### Equació per a un perfil alar NACA de 4 dígits amb corba

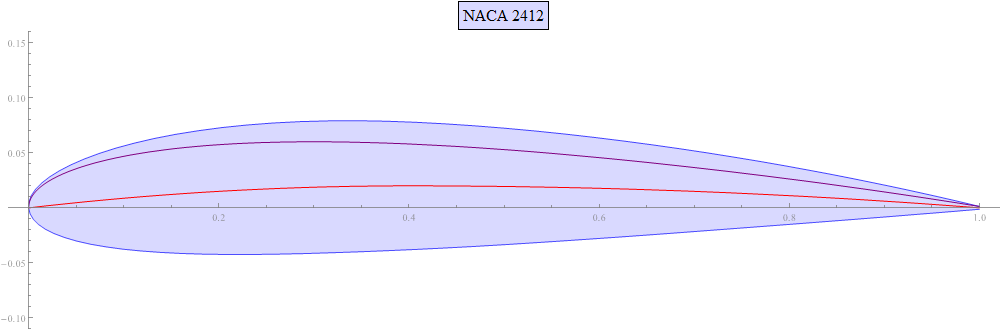
Gràfic d'un foil NACA 2412. La línia de camber es mostra en vermell i el gruix (o el perfil alar simètric 0012) es mostra en porpra.

Els foils asimètrics més simples són els foils de la sèrie NACA de 4 dígits, que utilitzen la mateixa fórmula que la que s'ha utilitzat per generar els foils simètrics 00xx, però amb la línia de camber mitjà doblegada. La fórmula utilitzada per calcular la línia de camber mitjana és
{\displaystyle y_{c}={\begin{cases}{\dfrac {m}{p^{2}}}\left(2px-x^{2}\right),&0\leq x\leq p,\\{\dfrac {m}{(1-p)^{2}}}\left((1-2p)+2px-x^{2}\right),&p\leq x\leq 1,\end{cases}}}
on
m és la corba màxima (100 m és el primer dels quatre dígits),
p és la ubicació de la cambra màxima (10 p és el segon dígit de la descripció NACA xxxx).
Per exemple, un perfil aerodinàmic NACA 2412 utilitza una curvatura del 2% (primer dígit) al 40% (segon dígit) al llarg de la corda d'un perfil aerodinàmic simètric 0012 que té un gruix del 12% (dígits 3 i 4) de la corda.
Per a aquest perfil alar corbat, com que el gruix s'ha d'aplicar perpendicularment a la línia de corba, les coordenades {\displaystyle (x_{U},y_{U})} i {\displaystyle (x_{L},y_{L})}, de la superfície aerodinàmica superior i inferior respectivament, esdevenen
{\displaystyle {\begin{aligned}x_{U}&=x-y_{t}\,\sin \theta ,&y_{U}&=y_{c}+y_{t}\,\cos \theta ,\\x_{L}&=x+y_{t}\,\sin \theta ,&y_{L}&=y_{c}-y_{t}\,\cos \theta ,\end{aligned}}}
on
{\displaystyle \theta =\arctan {\frac {dy_{c}}{dx}},}
{\displaystyle {\frac {dy_{c}}{dx}}={\begin{cases}{\dfrac {2m}{p^{2}}}\left(p-x\right),&0\leq x\leq p,\\{\dfrac {2m}{(1-p)^{2}}}\left(p-x\right),&p\leq x\leq 1.\end{cases}}}